# Stasimopus schoenlandi
Stasimopus schoenlandi är en spindelart som beskrevs av Pocock 1900. Stasimopus schoenlandi ingår i släktet Stasimopus och familjen Ctenizidae. Inga underarter finns listade i Catalogue of Life.